# Marolles, Calvados

Marolles este o comună în departamentul Calvados, Franța. În 1 ianuarie 2022 avea o populație de 737 de locuitori.